# 606 (szám)
A 606 (római számmal: DCVI) egy természetes szám, szfenikus szám, a 2, a 3 és a 101 szorzata.

## A szám a matematikában
A tízes számrendszerbeli 606-os a kettes számrendszerben 1001011110, a nyolcas számrendszerben 1136, a tizenhatos számrendszerben 25E alakban írható fel.
A 606 páros szám, összetett szám, azon belül szfenikus szám, kanonikus alakban a 21 · 31 · 1011 szorzattal, normálalakban a 6,06 · 102 szorzattal írható fel. Nyolc osztója van a természetes számok halmazán, ezek növekvő sorrendben: 1, 2, 3, 6, 101, 202, 303 és 606.
Tizenegyszögszám.
A 606 négyzete 367 236, köbe 222 545 016, négyzetgyöke 24,61707, köbgyöke 8,46235, reciproka 0,0016502. A 606 egység sugarú kör kerülete 3807,6103 egység, területe 1 153 705,92 területegység; a 606 egység sugarú gömb térfogata 932 194 383,1 térfogategység.